# Primera División de Bolivia 1994
La Temporada 1994 fue la 18º de la Liga del Fútbol Profesional Boliviano y consistió en 2 torneos: Apertura bajo el formato de fase de grupos, semifinales y final, mientras que el Clausura con fase de grupos. También se disputó el Hexagonal Final de Campeonato donde los dos finalistas del Torneo Apertura se clasificaron y los 4 mejores ubicados del Torneo Clausura. El ganador de esta última etapa se proclamó Campeón Nacional.
Como novedad cabe destacar la reducción del número de equipos; pasando de 15 a 12 equipos debido a mayor cantidad de rondas, fechas y partidos disputados en anteriores temporadas que solían sobrepasar el año calendario. Por lo que a partir de esta temporada en adelante se mantiene esa cantidad de participantes en la máxima división del fútbol boliviano. También la modificación de fases (primera y segunda) a los torneos Apertura y Clausura.

## Equipos y Estadios
| Posición | Equipo ascendido de la Copa Simón Bolívar 1993 |
| -------- | ---------------------------------------------- |
| 1º       | Real Santa Cruz                                |

| Posición | Equipos descendidos en la Temporada 1993 |
| -------- | ---------------------------------------- |
| 15º      | Universitario de Potosí                  |
| 14º      | Chaco Petrolero                          |
| 13º      | Universitario del Beni                   |

A partir de esta temporada 1994 en adelante, el número de equipos son 12. Reduciendo la cantidad debido al mayor número de partidos y fechas disputados en temporadas anteriores.
Universitario de Potosí, Chaco Petrolero y Universitario del Beni terminaron último, penúltimo y antepenúltimo respectivamente en la Liguilla de Descenso y fueron relegados a la Segunda División. Fueron reemplazados únicamente por el campeón de la Copa Simón Bolívar 1993, Real Santa Cruz, que retorna a la LFPB tras estar ausente la temporada anterior.

### Datos de los equipos
| Equipo                  | Fundación                | Ciudad     | Estadio                 | Capacidad |
| ----------------------- | ------------------------ | ---------- | ----------------------- | --------- |
| Blooming                | 1 de mayo de 1946        | Santa Cruz | Ramón Tahuichi Aguilera | 35.000    |
| Bolívar                 | 12 de abril de 1925      | La Paz     | Hernando Siles          | 42.000    |
| Ciclón                  | 21 de septiembre de 1951 | Tarija     | IV Centenario           | 18.000    |
| Destroyers              | 14 de septiembre de 1948 | Santa Cruz | Ramón Tahuichi Aguilera | 35.000    |
| Guabirá                 | 13 de abril de 1962      | Montero    | Gilberto Parada         | 13.000    |
| Independiente Petrolero | 4 de abril de 1932       | Sucre      | Olímpico Patria         | 30.000    |
| Metalsan                | Sin Datos                | Cochabamba | Félix Capriles          | 32.000    |
| Oriente Petrolero       | 5 de noviembre de 1955   | Santa Cruz | Ramón Tahuichi Aguilera | 35.000    |
| Real Santa Cruz         | 3 de mayo de 1960        | Santa Cruz | Ramón Tahuichi Aguilera | 35.000    |
| San José                | 19 de marzo de 1942      | Oruro      | Jesús Bermúdez          | 30.000    |
| The Strongest           | 8 de abril de 1908       | La Paz     | Hernando Siles          | 42.000    |
| Wilstermann             | 24 de noviembre de 1949  | Cochabamba | Félix Capriles          | 32.000    |

## Torneo Apertura

### Fase de grupos

#### Grupo A
| Pos | Equipo          | Pts | PJ | G | E | P  | GF | GC | Dif |
| --- | --------------- | --- | -- | - | - | -- | -- | -- | --- |
| 1º  | Wilstermann     | 15  | 12 | 6 | 3 | 3  | 22 | 10 | 11  |
| 2º  | Real Santa Cruz | 15  | 12 | 6 | 3 | 3  | 15 | 9  | 6   |
| 3º  | Blooming        | 14  | 12 | 5 | 4 | 3  | 21 | 12 | 9   |
| 4º  | Bolívar         | 13  | 12 | 5 | 3 | 4  | 19 | 18 | 1   |
| 5º  | Destroyers      | 11  | 12 | 3 | 5 | 4  | 10 | 16 | -6  |
| 6º  | Ciclón          | 2   | 12 | 1 | 0 | 11 | 9  | 33 | -24 |

Pts = Puntos; PJ = Partidos Jugados; G = Partidos Ganados; E = Partidos Empatados; P = Partidos Perdidos; GF = Goles Anotados; GC = Goles Recibidos; Dif = Diferencia de gol

#### Grupo B
| Pos | Equipo                  | Pts | PJ | G | E | P  | GF | GC | Dif |
| --- | ----------------------- | --- | -- | - | - | -- | -- | -- | --- |
| 1º  | Independiente Petrolero | 17  | 12 | 7 | 3 | 2  | 21 | 10 | 11  |
| 2º  | San José                | 15  | 12 | 7 | 1 | 4  | 23 | 20 | 3   |
| 3º  | Oriente Petrolero       | 14  | 12 | 6 | 2 | 4  | 22 | 13 | 9   |
| 4º  | The Strongest           | 14  | 12 | 5 | 4 | 3  | 16 | 13 | 3   |
| 5º  | Guabirá                 | 11  | 12 | 4 | 3 | 5  | 15 | 18 | -3  |
| 6º  | Metalsan                | 3   | 12 | 1 | 1 | 10 | 9  | 29 | -20 |

Pts = Puntos; PJ = Partidos Jugados; G = Partidos Ganados; E = Partidos Empatados; P = Partidos Perdidos; GF = Goles Anotados; GC = Goles Recibidos; Dif = Diferencia de gol

### Fase Final
|  | Semifinales             | Semifinales          | Semifinales             |   |             | Final                        | Final                        | Final                        | Final                        |  |
|  | Del 14 al 22 de mayo    | Del 14 al 22 de mayo | Del 14 al 22 de mayo    |   |             | Del 29 de mayo al 6 de junio | Del 29 de mayo al 6 de junio | Del 29 de mayo al 6 de junio | Del 29 de mayo al 6 de junio |  |
|  |                         |                      |                         |   |             |                              |                              |                              |                              |  |
|  |                         |                      |                         |   |             |                              |                              |                              |                              |  |
|  | Wilstermann             | 4                    | 0                       |   |             |                              |                              |                              |                              |  |
|  | Wilstermann             | 4                    | 0                       |   |             |                              |                              |                              |                              |  |
|  | San José                | 0                    | 4                       |   |             |                              |                              |                              |                              |  |
|  | San José                | 0                    | 4                       |   | Wilstermann | 3                            | 0                            | 5                            |                              |  |
|  |                         |                      |                         |   | Wilstermann | 3                            | 0                            | 5                            |                              |  |
|  |                         |                      | Independiente Petrolero | 1 | 1           | 3                            |                              |                              |                              |  |
|  | Independiente Petrolero | 1                    | Independiente Petrolero | 1 | 1           | 3                            | 3                            |                              |                              |  |
|  | Independiente Petrolero | 1                    |                         |   |             |                              | 3                            |                              |                              |  |
|  | Real Santa Cruz         | 2                    | 1                       |   |             |                              |                              |                              |                              |  |
|  | Real Santa Cruz         | 2                    | 1                       |   |             |                              |                              |                              |                              |  |
|  |                         |                      |                         |   |             |                              |                              |                              |                              |  |

En cada llave, el equipo ubicado en la primera línea es el que ejerce la localía en el partido de ida.
Wilstermann clasificó a la final por tener mejor diferencia de goles respecto al segundo mejor clasificado, por lo que el resultado global en las dos llaves no influenció como criterio de desempate y junto a Independiente Petrolero clasificaron al Hexagonal Final de Campeonato.

## Torneo Clausura

### Fase de grupos

#### Grupo A
| Pos | Equipo           | Pts | PJ | G | E | P  | GF | GC | Dif |
| --- | ---------------- | --- | -- | - | - | -- | -- | -- | --- |
| 1º  | Ciclón Nota      | 16  | 12 | 7 | 2 | 3  | 20 | 12 | 8   |
| 2º  | Wilstermann Nota | 14  | 12 | 6 | 2 | 4  | 18 | 13 | 5   |
| 3º  | The Strongest    | 12  | 12 | 5 | 2 | 5  | 18 | 12 | 6   |
| 4º  | Guabirá          | 12  | 12 | 5 | 2 | 5  | 13 | 16 | -3  |
| 5º  | Blooming         | 11  | 12 | 5 | 1 | 6  | 20 | 14 | 6   |
| 6º  | Metalsan         | 2   | 12 | 1 | 0 | 11 | 2  | 34 | -32 |

Pts = Puntos; PJ = Partidos Jugados; G = Partidos Ganados; E = Partidos Empatados; P = Partidos Perdidos; GF = Goles Anotados; GC = Goles Recibidos; Dif = Diferencia de gol
|  | Clasificados al Hexagonal Final. |

Nota: Ciclón no clasificó al Hexagonal Final debido a que ocupó la penúltima posición en la tabla del descenso y tuvo que disputar la serie ascenso-descenso indirecto. Mientras que Wilstermann obtuvo su clasificación al ganar el Torneo Apertura, por lo que los cupos para este grupo fueron para The Strongest y Guabirá.

#### Grupo B
| Pos | Equipo                  | Pts | PJ | G | E | P | GF | GC | Dif |
| --- | ----------------------- | --- | -- | - | - | - | -- | -- | --- |
| 1º  | Bolívar                 | 18  | 12 | 8 | 2 | 2 | 26 | 10 | 16  |
| 2º  | Real Santa Cruz         | 15  | 12 | 6 | 3 | 3 | 14 | 9  | 5   |
| 3º  | San José                | 14  | 12 | 6 | 2 | 4 | 22 | 18 | 4   |
| 4º  | Independiente Petrolero | 11  | 12 | 4 | 3 | 5 | 18 | 22 | -4  |
| 5º  | Destroyers              | 10  | 12 | 3 | 4 | 5 | 11 | 17 | -6  |
| 6º  | Oriente Petrolero       | 9   | 12 | 3 | 3 | 6 | 11 | 16 | -5  |

Pts = Puntos; PJ = Partidos Jugados; G = Partidos Ganados; E = Partidos Empatados; P = Partidos Perdidos; GF = Goles Anotados; GC = Goles Recibidos; Dif = Diferencia de gol
|  | Clasificados al Hexagonal Final. |

## Hexagonal Final
| Pos | Equipo                  | Pts | PJ | G | E | P | GF | GC | Dif |
| --- | ----------------------- | --- | -- | - | - | - | -- | -- | --- |
| 1º  | Bolívar                 | 15  | 10 | 6 | 3 | 1 | 21 | 6  | 15  |
| 2º  | Wilstermann             | 11  | 10 | 4 | 3 | 3 | 21 | 16 | 5   |
| 3º  | The Strongest           | 10  | 10 | 3 | 4 | 3 | 11 | 17 | -6  |
| 4º  | Independiente Petrolero | 9   | 10 | 4 | 1 | 5 | 15 | 13 | 2   |
| 5º  | Guabirá                 | 8   | 10 | 2 | 4 | 4 | 9  | 21 | -12 |
| 6º  | Real Santa Cruz         | 7   | 10 | 1 | 5 | 4 | 10 | 14 | -4  |

Pts = Puntos; PJ = Partidos Jugados; G = Partidos Ganados; E = Partidos Empatados; P = Partidos Perdidos; GF = Goles Anotados; GC = Goles Recibidos; Dif = Diferencia de gol
|  | Ganador del Hexagonal Final y Campeón de la Temporada |

## Campeón
| Escudo oficial de Bolívar                                |
| Bolívar 9° Título Liguero 15° Título de Primera División |

## Sistema de Descenso
Para definir los descensos y ascensos se realizó una tabla sumatoria de todo el año, dando los siguientes resultados:
| Pos | Equipo                  | PJ | PG | PE | PP | GF | GC | Dif | Pts |
| --- | ----------------------- | -- | -- | -- | -- | -- | -- | --- | --- |
| 1º  | Bolívar                 | 24 | 13 | 5  | 6  | 45 | 28 | 17  | 31  |
| 2º  | Real Santa Cruz         | 24 | 12 | 6  | 6  | 29 | 18 | 11  | 30  |
| 3º  | Wilstermann             | 24 | 12 | 5  | 7  | 40 | 23 | 17  | 29  |
| 4º  | San José                | 24 | 13 | 3  | 8  | 45 | 38 | 7   | 29  |
| 5º  | Independiente Petrolero | 24 | 11 | 6  | 7  | 39 | 32 | 7   | 28  |
| 6º  | The Strongest           | 24 | 10 | 6  | 8  | 34 | 25 | 9   | 26  |
| 7º  | Blooming                | 24 | 10 | 5  | 9  | 41 | 26 | 15  | 25  |
| 8º  | Oriente Petrolero       | 24 | 9  | 5  | 10 | 33 | 29 | 4   | 23  |
| 9º  | Guabirá                 | 24 | 9  | 5  | 10 | 28 | 34 | -6  | 23  |
| 10º | Destroyers              | 24 | 6  | 9  | 9  | 21 | 37 | -16 | 21  |
| 11º | Ciclón                  | 24 | 8  | 2  | 14 | 29 | 45 | -16 | 18  |
| 12º | Metalsan                | 24 | 2  | 1  | 21 | 11 | 63 | -52 | 5   |

Pts = Puntos; PJ = Partidos Jugados; G = Partidos Ganados; E = Partidos Empatados; P = Partidos Perdidos; GF = Goles Anotados; GC = Goles Recibidos; Dif = Diferencia de gol
|  | Descenso Indirecto: Partidos de Promoción contra Always Ready (Subcampeón de la Copa Simón Bolívar 1994). |
|  | Descenso Directo: Reemplazado por Stormers (Campeón de la Copa Simón Bolívar 1994)                        |

### Serie Ascenso - Descenso Indirecto
| Club         | Ida (Tarija) | Vuelta (La Paz) |
| ------------ | ------------ | --------------- |
| Ciclón       | 2            | 0               |
| Always Ready | 0            | 0               |

|  | Ciclón permanece en 1ª División. |